# Darń

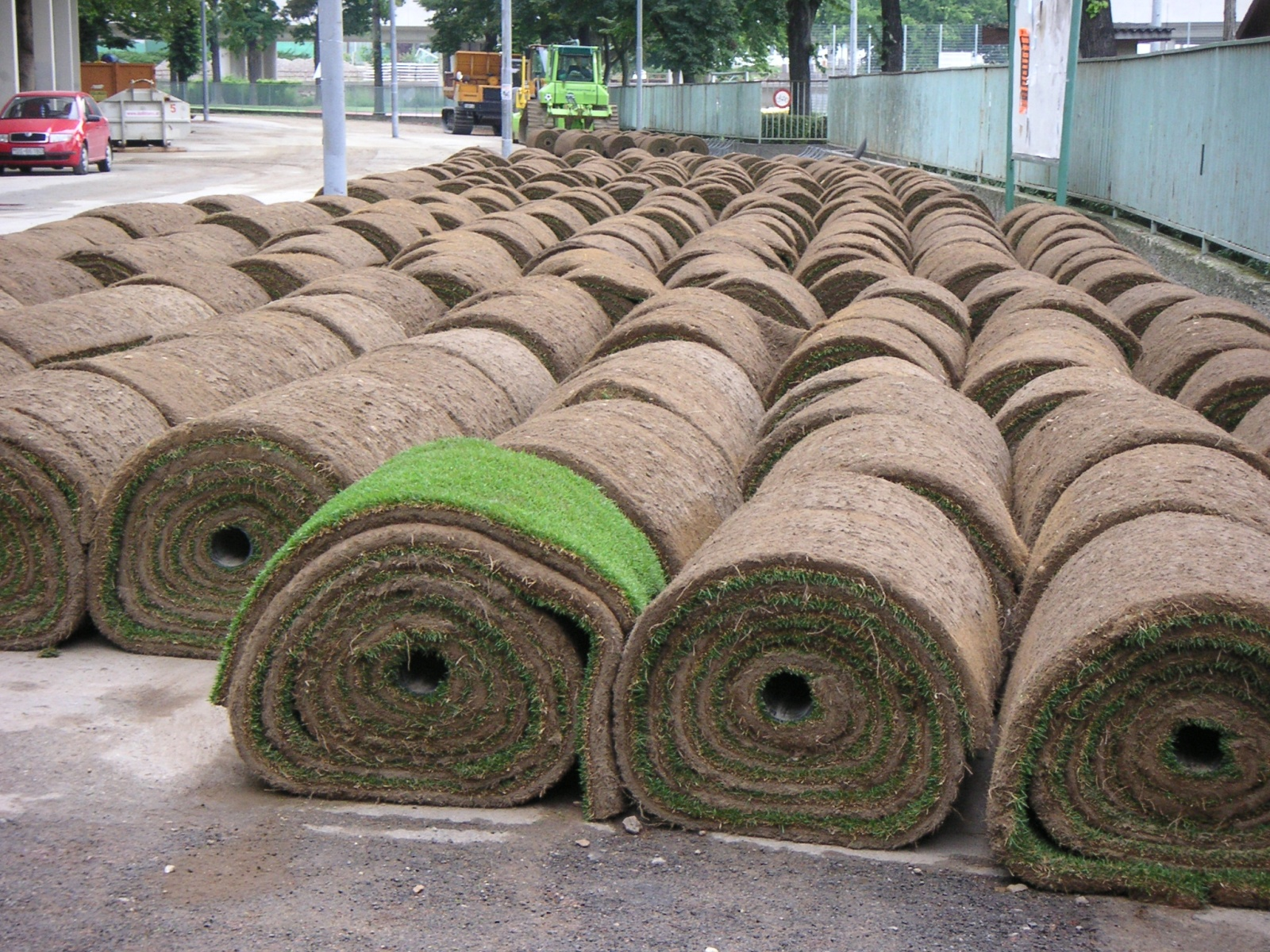
Darń pocięta na pasy i zrolowana do późniejszego układania w innym miejscu

Darń – rzadziej darnina; zwarta okrywa m.in. łąk i pastwisk, składająca się głównie z trawy i roślin motylkowatych lub też z samej trawy i tworząca trawnik. Poprzez gęsty system korzeni roślin silnie wiąże się z wierzchnią warstwą gleby. Darń pocięta na płaty służy do zabezpieczania przed erozją skarp, grobli, nasypów i stromych zboczy (tzw. darniowanie). 
Darnią określa się również gęsty splot roślin na powierzchni wody. 